# Rumira-See
Der Rumira-See liegt im Distrikt Bugesera in der Ostprovinz von Ruanda. Die Nordwestseite befindet sich im Sektor Rilimia und die Südostseite im Sektor Gashora.

## Geographie
Der Rumira-See hat eine Fläche von 2,2 km² und eine mittlere Tiefe von 3,0 m. Er ist Teil einer Gruppe flacher Seen, die sich in einem Sumpfkomplex auf einer mittleren Höhe von 1360 m befinden. Der größte dieser Seen ist der östlich liegende Mugesera-See. Die Wassertemperaturen in den Seen liegen bei etwa 24 bis 26 °C. Der Wasserstand steigt während der zweimal jährlich auftretenden Regenzeit um ein bis zwei Meter. Die Sichttiefen liegen bei 80 bis 90 cm und sind während der Regenzeiten am geringsten. Der Nyabarongo verläuft östlich des Rumira-Sees von Nordwesten nach Südosten. Die nächstgelegenen Seen sind der kleinere Kidogo-See im Nordwesten und der Mirayi-See im Südosten. Auf der Südostseite liegt der Ort Gashora. Etwa fünf Kilometer nordwestlich wird der neue Bugesera International Airport gebaut.

## Fauna
Im See kommen Krokodile vor und in größeren Zahlen als in den anderen acht Seen des Distrikts Bugesera.

## Wirtschaft
Der Rumira-See wird für die Fischerei genutzt. 1975 lag die jährliche Fangmenge bei rund 10 Tonnen.